# Sudimoro (Srumbung)
Sudimoro is een bestuurslaag in het regentschap Magelang van de provincie Midden-Java, Indonesië. Sudimoro telt 2869 inwoners (volkstelling 2010).